# Olios darlingtoni
Olios darlingtoni là một loài nhện trong họ Sparassidae.
Loài này thuộc chi Olios. Olios darlingtoni được Elizabeth Bangs Bryant miêu tả năm 1942.